# Junčevići
Junčevići (cyr. Јунчевићи) – wieś w Serbii, w okręgu zlatiborskim, w gminie Prijepolje. W 2011 roku liczyła 229 mieszkańców.